# Мононитрат брома
Мононитрат брома — неорганическое соединение
нитропроизводное брома с формулой BrNO3,
жёлтая жидкость,
разлагается при температуре выше 0°С.

## Получение
- Действие нитрата серебра на спиртовой раствор брома:

{\displaystyle {\mathsf {Br_{2}+AgNO_{3}\ {\xrightarrow {<0^{o}C}}\ BrNO_{3}+AgBr}}}

## Физические свойства
Мононитрат брома образует неустойчивую жёлтую жидкость,
при температуре выше 0°С разлагается.
Молекула имеет строение BrONO2.